# Torre di Mariano II
La torre di Mariano II (chiamata anche "di san Cristoforo", in lingua sarda Porta Ponti o Porta Manna) è una torre medievale situata nel centro storico di Oristano in Sardegna. Fu eretta nel 1290 dal giudice arborense Mariano II, da cui prende il nome, ed era una delle quattro porte d'ingresso dell'antica cinta muraria della città.

## Significato del nome
La torre viene attualmente chiamata di Mariano II dal nome del giudice che ne volle la costruzione nel contesto della difesa muraria di Oristano. Viene chiamata anche di san Cristoforo, perché conservava un retablo spagnolo dedicato al santo protettore dei pellegrini.
In lingua sarda, possiede il titolo di Porta Ponti ("porta del ponte") per il vicino ponte romano che attraversava il fiume Tirso, e Porta Manna ("porta grande") per la sua grandezza in confronto alle altre ventotto torri di guardia.

## Descrizione

La torre di Mariano II negli anni trenta

Assieme alla Torre di Portixedda, la Torre di San Filippo e la Torre di San Marco è una delle 4 torri principali appartenenti alla cinta muraria di Oristano in epoca medievale.
La torre si eleva a nord della città di Oristano, nell'attuale piazza Roma. Ha un'altezza di circa 19 metri ed è costituita da tre piani sovrapposti in legno; nell'ultimo è situata una piccola torretta merlata che porta l'altezza complessiva a 28 metri, e all'interno della quale è presente una campana in bronzo del 1430. La torre è costruita con mattoni di arenaria provenienti da Tharros tramite una lavorazione a bugnato fino a sette metri circa: nella parte inferiore è presente una base formata da granito.
Le altre porte d'accesso erano: ad est Portixedda, ad ovest porta sant'Antonio e a sud Porta Mari, sua gemella e la più importante, porta verso il mare e il molo d'approdo. Attraverso quest'ultima passarono, nel 1377 e nel 1378, gli ambasciatori del duca Luigi I d'Angiò, giunti a Oristano per conferire con il giudice Ugone III che scrissero una dettagliata relazione.
La torre di san Cristoforo, l'unica sopravvissuta insieme alla torre di Portixedda, rappresenta un buon esemplare di architettura romanica; la Porta Mari fu demolita nei primi anni del Novecento. Vicino a quest'ultima si innalzava la torre di san Filippo, crollata nel 1872, che aveva la funzione di proteggere il palazzo giudicale e la cattedrale.
Il 18 ottobre 1985 il papa Giovanni Paolo II, durante la sua visita pastorale in Sardegna, visitando la città di Oristano ha presieduto una solenne celebrazione eucaristica davanti alla torre, ove è stata posta una lapide a memoria.